# How the Finch Stole Christmas
How the Finch Stole Christmas is de negende aflevering van het zesde seizoen van de televisieserie ER, die voor het eerst werd uitgezonden op 16 december 1999.

## Verhaal
Lucy Knight staat een patiënte bij die wacht op een nieuw hart die zij nodig heeft om te overleven. Knight riskeert haar carrière als zij midden in de nacht aanbelt bij het huis van dr. Romano omdat hij de enige chirurg is die een harttransplantatie mag uitvoeren. 
Dr. Carter geeft cadeaus aan straatjongeren in ruil voor hun wapens, al snel komt hij erachter dat er meer wapens zijn dan cadeaus. 
Dr. Finch heeft een tiener in behandeling die een alcoholverslaving heeft en dwingt hem in een afkickkliniek.
Dr. Corday probeert Dean Rollins, een verkrachter en patiënt van haar, te overtuigen dat hij een operatie nodig heeft aan zijn been.
Dr. Benton krijgt goed nieuws in zijn voogdijzaak, Carla vertelt hem dat zij en hun zoon in Chicago blijven omdat de baan in Duitsland niet doorgaat. 
Dr. Weaver heeft het druk om ervoor te zorgen dat de SEH millenniumproof is. Tijdens deze werkzaamheden raakt zij bevriend met een stel Kerstmannen. 
Hathaway krijgt al de eerste problemen met haar twee dochters. Een ervan heeft de griep en besluit om met hen naar de SEH te gaan, daar ontfermt dr. Kovac zich over hen.

## Rolverdeling

### Hoofdrollen
- Noah Wyle - Dr. John Carter
- Laura Innes - Dr. Kerry Weaver
- Alex Kingston - Dr. Elizabeth Corday
- Eriq La Salle - Dr. Peter Benton
- Matthew Watkins - Reese Benton
- Michael Michele - Dr. Cleo Finch
- Goran Višnjić - Dr. Luka Kovac
- Paul McCrane - Dr. Robert Romano
- David Brisbin - Dr. Alexander Babcock
- John Aylward - Dr. Donald Anspaugh
- Kellie Martin - Lucy Knight
- Julianna Margulies - verpleegster Carol Hathaway
- Laura Cerón - verpleegster Chuny Marquez
- Yvette Freeman - verpleegster Haleh Adams
- Conni Marie Brazelton - verpleegster Connie Oligario
- Deezer D - verpleger Malik McGrath
- Gedde Watanabe - verpleger Yosh Takata
- Bellina Logan - verpleegster Kit
- Lily Mariye - verpleegster Lily Jarvik
- Jeannie Lee - verpleegster Vivian
- Dinah Lenney - verpleegster Shirley
- Pamela Sinha - verpleegster Amira
- Montae Russell - ambulancemedewerker Dwight Zadro
- Emily Wagner - ambulancemedewerker Doris Pickman
- Lisa Nicole Carson - Carla Simmons

### Gastrollen (selectie)
- Myndy Crist -  Valerie Page
- Mike Genovese - politieagent Al Grabarsky
- Roxanne Hart - Mrs. Kottmeier
- Emile Hirsch - Chad Kottmeier
- Paul Adelstein - Hank Loman
- David Byrd - Howard Waller
- Christopher Cass - kerstman Greg
- Erica Gimpel - Adele Newman
- Mike Weinberg - Tommy
- Hillary Danner - moeder van Tommy
- Lawrence Monoson - Dean Rollins